# Cinéma chaattisgarhi
Le cinéma chaattisgarhi, parfois surnommé Chhollywood désigne l'industrie du cinéma indien de l’État de Chhattisgarh, dans le centre de l'Inde, dont les films sont réalisés dans la langue chhattisgarhi.
Comme « Bollywood », le terme « Chhollywood » est un mot créé en combinant les noms Chhattisgarh (État dans lequel sont implantés les studios de cinéma) et Hollywood.

## Historique
Le premier film chhattisgarhi Kahi Debe Sandesh (En noir et blanc) réalisé et produit par Manu Nayak sort en 1965, et raconte l'histoire d'amour entre une femme et un homme de deux castes différentes. Les paroles des chansons du film sont écrites par Dr Hanumant Naidu, et deux chansons du film sont chantées par le chanteur indien Mohammed Rafi.
Le film suivant sort en 1971. Il s'agit de Ghar Dwar réalisé par Niranjan Tiwari et produit par Vijay Kumar Pandey (en). Cependant, ces deux films ne se classent pas bien au box-office et déçoivent les producteurs. Par la suite, aucun film ne sera produite pendant trente ans.
En 2000, l'industrie du film Chhattisgarhi renaît avec la production et la réalisation de Mor Chhainha Bhuinya par Satish Jain (en). En parallèle, trois jours plus tard, le Premier ministre Atal Bihari Vajpayee annonce la création de l’état de Chhattisgarh. Le film reste 27 semaines à l'affiche. L'intérêt des producteurs de cinéma pour Chhollywood est relancé grâce au succès du film. En 2005, Lata Mangeshkar chante la chanson du film en chhattisgarhi Bhakla (en) de Dinesh Patel. 
Les trois films suivants, Mayaa, Tura Rikshawala et Laila Tip Top Chhaila Angutha sont produits par Rocky Daswani et réalisés par Satish Jain.
Les films comme Maya De De Maya Le Le, Pardeshi Ke Maya, Jhan Bhulao Maa Baap Laa et d'autres ont fait un bon résultat au box office. 

## Production et réalisation
Les films sont faits en totalité ou presque à Chhattisgarh et ne sont envoyés à Bombay que pour le certificat de censure. La numérisation du cinéma a bénéficié au cinéma local en réduisant le coût des films en termes de prise de vue et de distribution. Le distributeur UFO Moviez (en) a remporté le prix du meilleur cinéma numérique en 2013.

## Liste de films en chhattisgarhi
Depuis 2001, au moins 60 film en chhattisgarhi ont été réalisés.
- 1965 : Kahi Debe Sandesh de Manu Nayak
- 1971 : Ghar Dwar de Niranjan Tiwari
- 2000 : Mor Chhainha Bhuinya de Satish Jain (en)
- 2005 : Bhakla (en) de Dinesh Patel
- 2010 : Hero  No.1 de Ashim Bagchi
- 2015 : Mor Mann Ke Bharam de Heer Ganjwala, Karma Takapa et Abhishek Varma
- 2015 : Mayaa 2 de Prakash Awasthi